# Rajd Ypres 2012

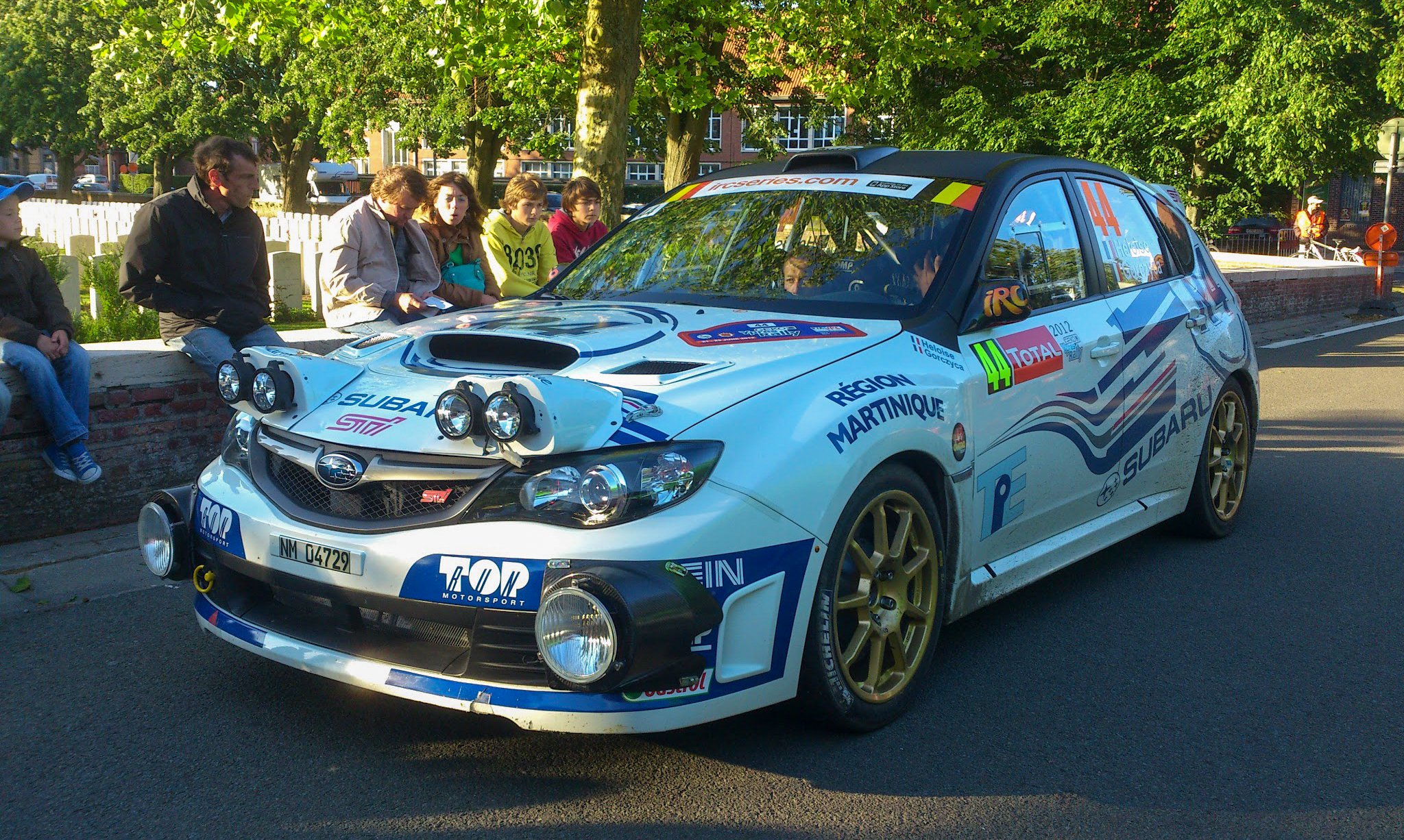
Johan Heloise i Thibaut Gorczyca startowali samochodem	Subaru Impreza STi R4 podczas Rajdu Ypres 2012

Rajd Ypres 2012 (48. Belgium Geko Ypres Rally 2012) – 48 edycja rajdu samochodowego Rajd Ypres rozgrywanego w Belgii. Rozgrywany był od 21 do 23 czerwca 2012 roku. Bazą rajdu była miejscowość Ypres. Była to piąta runda Rajdowych Mistrzostw Europy w roku 2012. Rajd był zarazem piątą rundą Rajdowych Mistrzostw Belgii, piątą rundą Rajdowych Mistrzostw Holandii oraz szóstą rundą Intercontinental Rally Challenge w roku 2012. Składał się z 18 odcinków specjalnych.

## Klasyfikacja rajdu
| Msc..                        | Kierowca                     | Pilot                        | Samochód                          | Czas                         | Strata                       |                              |
| Klasyfikacja generalna i ERC | Klasyfikacja generalna i ERC | Klasyfikacja generalna i ERC | Klasyfikacja generalna i ERC      | Klasyfikacja generalna i ERC | Klasyfikacja generalna i ERC | Klasyfikacja generalna i ERC |
| ---------------------------- | ---------------------------- | ---------------------------- | --------------------------------- | ---------------------------- | ---------------------------- | ---------------------------- |
| 1.                           | Juho Hänninen                | Mikko Markkula               | Škoda Fabia S2000                 | 2:36:52.7                    | 0.0                          |                              |
| 2.                           | Freddy Loix                  | Lara Vanneste                | Peugeot 207 S2000                 | 2:37:39.2                    | +0:46.5                      |                              |
| 3.                           | Pieter Tsjoen                | Eddy Chevaillier             | Škoda Fabia S2000                 | 2:39:07.3                    | +2:14.6                      |                              |
| 4.                           | Patrick Snijers              | Johan Gitsels                | Mini John Cooper Works S2000 1.6T | 2:39:48.4                    | +2:55.7                      |                              |
| 5.                           | Michał Sołowow               | Maciej Baran                 | Peugeot 207 S2000                 | 2:42:18.1                    | +5:25.4                      |                              |
| 6.                           | Patrik Flodin                | Göran Bergsten               | Ford Fiesta S2000                 | 2:42:48.2                    | +5:55.5                      |                              |
| 7.                           | Mathias Viaene               | Pieter Vyncke                | Peugeot 207 S2000                 | 2:46:30.5                    | +9:37.8                      |                              |
| 8.                           | Jonas Langenakens            | Nico Beernaert               | Peugeot 207 S2000                 | 2:46:48.3                    | +9:55.6                      |                              |
| 9.                           | Andreas Aigner               | Daniela Ertl-Weissengruber   | Subaru Impreza STi R4             | 2:47:19.8                    | +10:27.1                     |                              |
| 10.                          | Antonín Tlusťák              | Jan Škaloud                  | Škoda Fabia S2000                 | 2:47:31.6                    | +10:38.9                     |                              |
| Klasyfikacja IRC             |                              |                              |                                   |                              |                              |                              |
| 1.                           | Juho Hänninen                | Mikko Markkula               | Škoda Fabia S2000                 | 2:36:52.7                    | 0.0                          |                              |
| 2.                           | Freddy Loix                  | Lara Vanneste                | Peugeot 207 S2000                 | 2:37:39.2                    | +0:46.5                      |                              |
| 3.                           | Pieter Tsjoen                | Eddy Chevaillier             | Škoda Fabia S2000                 | 2:39:07.3                    | +2:14.6                      |                              |
| 4.                           | Michał Sołowow               | Maciej Baran                 | Peugeot 207 S2000                 | 2:42:18.1                    | +5:25.4                      |                              |
| 5.                           | Patrik Flodin                | Göran Bergsten               | Ford Fiesta S2000                 | 2:42:48.2                    | +5:55.5                      |                              |
| 6.                           | Mathias Viaene               | Pieter Vyncke                | Peugeot 207 S2000                 | 2:46:30.5                    | +9:37.8                      |                              |
| 7.                           | Jonas Langenakens            | Nico Beernaert               | Peugeot 207 S2000                 | 2:46:48.3                    | +9:55.6                      |                              |
| 8.                           | Andreas Aigner               | Daniela Ertl-Weissengruber   | Subaru Impreza STi R4             | 2:47:19.8                    | +10:27.1                     |                              |
| 9.                           | Antonín Tlusťák              | Jan Škaloud                  | Škoda Fabia S2000                 | 2:47:31.6                    | +10:38.9                     |                              |
| 10.                          | Bob Colsoul                  | Tom Colsoul                  | Mitsubishi Lancer Evo X           | 2:49:17.0                    | +12:24.3                     |                              |